# Wundersleben
Wundersleben ist eine Gemeinde im Landkreis Sömmerda in Thüringen. Sie gehört der Verwaltungsgemeinschaft Straußfurt an, die ihren Verwaltungssitz in der Gemeinde Straußfurt hat.

## Geografie
Wundersleben liegt an der Unstrut im Thüringer Becken östlich von Straußfurt und westlich der Stadt Sömmerda auf besten Böden.

### Klima
Die Jahresmitteltemperatur in Wundersleben beträgt etwa 9,75 °C und der durchschnittliche Luftdruck beträgt 1008,95 hPa.

## Geschichte

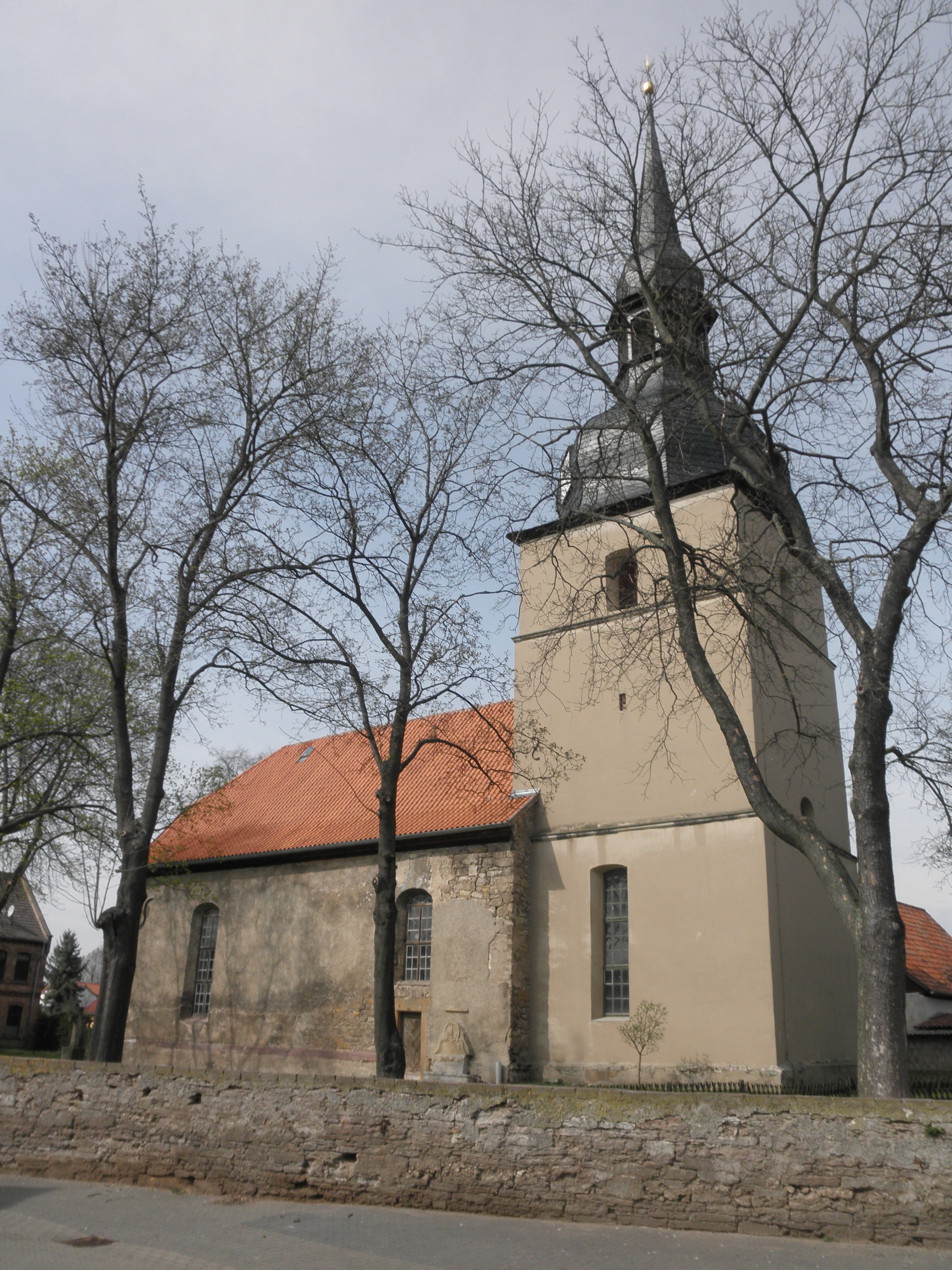
Dorfkirche

744 wurde der Ort erstmals in einer Urkunde des Klosters Fulda als Wunerslouben erwähnt.
Der Ort gehörte bis 1815 zum kursächsischen Amt Weißensee. Durch die Beschlüsse des Wiener Kongresses kam er zu Preußen und wurde 1816 dem Landkreis Weißensee im Regierungsbezirk Erfurt der Provinz Sachsen zugeteilt, zu dem er bis 1944 gehörte.
Zur Zeit der SBZ wurde das Herrenhaus des Ritterguts abgerissen, obwohl es dringend für die einquartierten Flüchtlinge aus den ehemaligen Ostgebieten gebraucht wurde. Die Besitzer des Guts, Familie Lüttich, wurden entschädigungslos enteignet. Heute stehen von dem großen Komplex nur noch zwei ehemalige Wirtschaftsgebäude. Das übrige Gelände ist mit Wohnhäusern überbaut.

### Einwohnerentwicklung
| - 1994 – 474 - 1995 – 563 - 1996 – 630 - 1997 – 676 - 1998 – 742 - 1999 – 791 | - 2000 – 785 - 2001 – 790 - 2002 – 792 - 2003 – 782 - 2004 – 764 - 2005 – 746 | - 2006 – 749 - 2007 – 743 - 2008 – 732 - 2009 – 704 - 2010 – 701 - 2011 – 676 | - 2012 – 679 - 2013 – 692 - 2014 – 693 - 2015 – 694 - 2016 – 698 - 2017 – 695 | - 2018 – 676 - 2019 – 672 - 2020 – 658 - 2021 – 649 |

 Datenquelle: Thüringer Landesamt für Statistik

## Politik

### Gemeinderat
Der Gemeinderat Wundersleben setzt sich aus 8 Ratsfrauen und Ratsherren zusammen. Seit der Gemeinderatswahl am 26. Mai 2024 hat er folgende Zusammensetzung:
- CDU: 2 Sitze
- Wir für Wundersleben: 4 Sitze
- Fr. Wähler Thür. / Bürgerliste: 2 Sitze

### Bürgermeister
Der ehrenamtliche Bürgermeister Thomas Frey (Faschingsfreunde Wundersleben) wurde am 12. Juni 2022 gewählt und löste am 1. Juli 2022 die langjährige Bürgermeisterin Esther Breternitz (CDU) ab. Thomas Frey wurde als freier Kandidat in einer Stichwahl im zweiten Wahlgang am 15. September 2024 wiedergewählt.

### Wappen
Das Wappen wurde am 19. Februar 1997 genehmigt.
Blasonierung: „Halbgespalten und geteilt; oben vorn in Blau zwei silberne gekreuzte Schlüssel, oben hinten in Silber ein blauer Krug, unten in Schwarz ein silberner Fisch.“
Das Wappen der Gemeinde Wundersleben greift in seiner Aufteilung das Wappen derer von Wittern auf. Die von Wittern besaßen das Rittergut Wundersleben vom 15. Jahrhundert bis 1817 und prägten damit entscheidend die Entwicklung der Gemeinde. Die gekreuzten silbernen Schlüssel in Blau sind dem Wappen der Familie Hagke entlehnt, die im 14. und 15. Jahrhundert die Besitzer des Rittergutes waren. Der blaue Topf in Silber verweist auf das traditionelle Töpferhandwerk und der silberne Fisch in Schwarz auf die langjährige Fischfangtradition in Wundersleben.

## Kultur und Sehenswürdigkeiten

### Bauwerke
- Bonifatiuskirche

### Naturdenkmäler
- Reste der Auenlandschaft der begradigten Unstrut

### Sport
Neben dem Fußballverein SV Rot-Weiß 50 Wundersleben e. V. gibt es in Wundersleben noch einen Schützenverein und den Tennisverein Wundersleben e. V.

### Regelmäßige Veranstaltungen
Jährlich veranstaltet der SV Rot-Weiß 50 Wundersleben e. V. das traditionelle Dorf-, Sport- und Spielfest. Jedes 1. Dezemberwochenende findet der Wunderslebener Weihnachtsmarkt auf dem Kirchplatz von Wundersleben statt.

## Verkehr

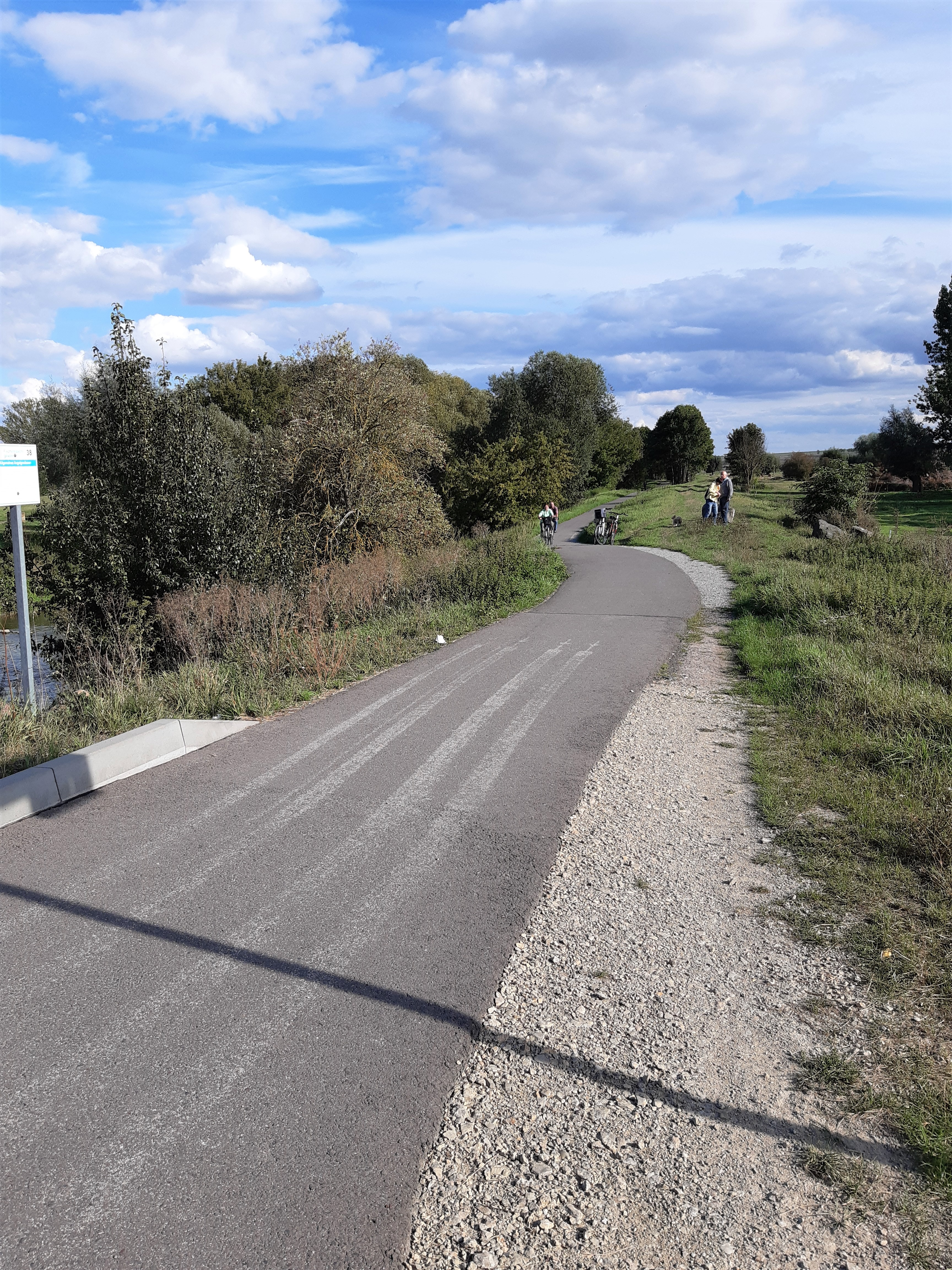
Unstrutradweg in Wundersleben

Wundersleben ist durch die Bundesstraße 176 an das Fernstraßennetz der Bundesrepublik Deutschland angebunden. Zudem gibt es einen Busverkehr nach Sömmerda und Erfurt.
Wundersleben liegt jetzt am offiziellen Unstrut-Radweg, der – von Werningshausen kommend – rechts des Flusses auf neu asphaltiertem Weg nach Schallenburg führt. Vor den Begradigungen beider Flüsse mündete die Gramme erst etwas östlich der jetzigen Brücke in die Unstrut. Vorher hatte die Gramme die Räder einer noch als Wohngebäude (Vierseitenhof) existierenden Mühle angetrieben.

## Sonstiges
Während des Zweiten Weltkrieges mussten zwölf Frauen und Männer aus Polen in der Landwirtschaft Zwangsarbeit verrichten.

## Persönlichkeiten
- Konrad Schubring (1911–1966), Altphilologe, Epigraphiker und Medizinhistoriker